# Hinako Takanaga
Hinako Takanaga (jap. 高永ひなこ Takanaga Hinako; ur. 16 września) w Nagoja, Aichi) – japońska mangaka. Specjalizuje się w tworzeniu mangi gatunku yaoi/shōnen-ai.

## Mangi
- Challengers (1995), 4 tomy
- Benkyō shinasai! (1999), 1 tom
- Croquis (2001), 1 tom
- Little Butterfly (2001), 3 tomy
- Love Round!! (2002), 1 tom
- Liberty Liberty! (2003), 1 tom
- Dekiru otoko ga suki nanda! (2004), 1 tom
- Zakochany tyran (2004), 10 tomów i nadal jest wydawana
- Bukiyō na Silent (2004), 6 tomów
- Kimi ga koi ni ochiru (2005), 1 tom
- Turning Point (2005), 1 tom
- Kimi ga koi ni oboreru (2006), 3 tomy
- Akuma no himitsu (2007), 1 tom
- Kimi ga koi ni midareru (2011), 2 tomy